# 王贵元
王贵元（1959年10月— ），山西省平定县人，文学博士，曾任中国人民大学教授、博士生导师、汉语言文字学学科带头人，文学院党委书记、副院长。
王贵元主要研究文字学、词汇学，曾发表多篇学术著作，主要涉及《说文解字》、《老子》和《马王堆帛书》等，代表作有《马王堆帛书汉字构形系统研究》、《说文解字校笺》、《汉字与出土文献论集》和《汉字与历史文化》等。
王贵元学术履历丰富，任中国人民大学吴玉章中国语言文字研究所所长和中国文字学会常务理事，任多本CSSCI检索的期刊的主编或编委，例如《语言文字学》月刊主编，《中国文字学报》、《中国文字研究》、《励耘语言学刊》、《出土文献》、《汉字文化》、《汉字汉语研究》、《简帛语言文字研究》等刊物编委。

## 经历

### 早年
王贵元生于山西省平定县岔口乡郝家庄村的一个农村家庭。1979年，他从平定一中考入兰州大学中文系。1983年，王贵元获兰州大学文学学士学位，分配到中国人民武装警察部队专科学校任教。
1985年，他考入北京师范大学中文系攻读硕士研究生学位。1988年获北京师范大学文学硕士学位，学位论文题目为《〈说文解字〉同源字意义关系研究》，导师为陆宗达（一说导师为陆宗达、王宁）。同年，王贵元被分配到北京外国语大学任教。
1991年，王贵元考入北京师范大学中文系，攻读博士学位。1994年在北京师范大学获文学博士学位，学位论文题为《马王堆出土帛书汉字构形系统研究》。第一导师为周祖谟，第二导师为王宁。

### 任教于中国人民大学
1994年，王贵元博士毕业，被分配到中国人民大学任教。数年间，他升为教授、博士生导师，担任中国人民大学文学院汉语言文字学学科带头人。
2008年1月，中国人民大学文学院与对外语言文化学院合并重组为新的中国人民大学文学院，王贵元出任党委书记兼副院长。2013年3月，中国人民大学文学院领导换届，王贵元卸任党委书记、副院长。

### 猥亵事件
2024年7月21日晚间，新浪微博“人大维泉博士生王d”、哔哩哔哩“人大维权博士生王D”上传了58分钟的举报视频。视频中的女子自称是中国人民大学博士生王迪，实名举报导师王贵元在2022年5月21日对其进行性骚扰、强制猥亵并要求发生性关系。王迪说，由于她拒绝了导师王贵元，此后两年内导师对她打击报复，威胁她不能毕业。王迪要求有关方面依据法律和规定惩处王贵元，并且为她更换导师。视频附有王贵元和王迪的聊天记录和录音。王迪指控，王贵元当面脱衣、强制搂抱、亲吻、摸胸，并且提出要和她做夫妻。
7月22日早间，中国人民大学通过官方新浪微博发表声明，学校得知举报消息后高度重视，第一时间组成工作组，连夜开始调查。声明称中国人民大学对师德师风问题“零容忍”，若查实将从严从快处理。22日晚间，中国人民大学进行情况通报：该学生举报属实，王贵元严重背弃教书育人的初心使命，严重违反党纪校规和教师职业道德，开除其党籍，撤销教授职称，取消研究生指导教师资格，撤销其中国人民大学教师岗位任职资格解除聘用关系，报请上级教育行政部门撤销其教师资格，并将问题线索依法反映给有关机关。22日晚10时许，北京市公安局海淀分局新浪微博“平安北京海淀”通报，已就此事介入调查。

## 学术
王贵元出版著作多部，代表作包括《说文解字校笺》《马王堆帛书汉字构形系统研究》《汉字与出土文献论集》《简帛文献字词研究》等。他还曾担任丛书、辞典、古书注释的主编。他的论文发表于《中国语文》《古汉语研究》《语文研究》《语言研究》《语言科学》《复旦学报》《中国人民大学学报》《北京师范大学学报》《暨南学报》《西北大学学报》《学术研究》《考古》《江汉考古》等期刊。他还在《人民日报》《光明日报》《中国社会科学报》发表过文章。
王贵元《马王堆帛书汉字构形系统研究》获2000年北京市第六届哲学社会科学优秀成果二等奖，《简帛文献字词研究》获2021年北京市第十六届哲学社会科学优秀成果一等奖。他曾被评为2019年度中国人民大学科研标兵。
王贵元是2015年国家社会科学基金重大项目“日本藏汉文古字书集成与整理研究”的首席专家，2015年北京市社会科学基金重大项目“汉字发展史”首席专家，2013年国家社会科学基金重点项目“秦汉六朝字形专题研究”负责人，2008年国家社会科学基金一般项目“秦汉简牍名物词语集考”负责人。他的科研项目还包括2012年教育部哲学社会科学后期资助重点项目“新编金文编”、2010年中国人民大学明德学者培育项目“汉字发展史”。
王贵元曾任中国人民大学复印报刊资料《语言文字学》主编、《吴玉章中国语言文字研究所集刊》主编。他曾在《中国文字学报》《中国文字研究》《汉字文化》《汉字汉语研究》《出土文献》《出土文献综合研究集刊》《励耘语言学刊》等学术期刊担任编委。
王贵元曾在中国人民大学讲授文字学、《说文解字》研读、出土文献研究、出土文献选读、汉字研究等课程。他曾获2007年中国人民大学教学优秀奖，他的古代汉语课程获得2009年北京市级精品课程，“《文字学》内容创新建设与多媒体课件开发”入选中国人民大学校级教学改革立项项目。